# Пусан Кудок
Пусан Кудок или Стадион Кудок (кор. 부산 구덕 운동장) — многофункциональный стадион, расположенный в городе Пусан (Республика Корея). Вмещает 12 349 зрителей. Открыт в сентябре 1928 года. Принимал матчи футбольного турнира Летних Олимпийских игр 1988. На данный момент является домашней ареной двух футбольных клубов Пусана.

## История
В начале 1920-х годов здесь было открытое пространство с небольшим зоопарком, а рядом проводились местные спортивные соревнования. К сентябрю 1928 года на этом месте был построен городской стадион. В разное время здесь проводились различные соревнования по лёгкой атлетике и футболе. В 1971 году рядом был построен бейсбольный стадион. На тот момент арена была главным спортивным сооружением города. В 1970-е стадион подвергся реконструкции и приобрёл современный вид. В 1982 году после открытия бейсбольной арены «Пусан Саджик» городской стадион перестал быть самым значимым спортивным объектом города и переименован в «Кудок» в честь названия района, в котором он располагался.
В 1983 году здесь начал проводить свои домашние матчи профессиональный клуб «Пусан Ай Парк» в футбольной K League. В 1988 году стадион принял 8 игр олимпийского футбольного турнира, в том числе все матчи сборной Южной Кореи, четвертьфинал и полуфинал. В рамках подготовки к Играм было потрачено 675 миллионов вон на улучшение электронного табло и другие ремонтные работы.
В 1997 году «Кудок» был главным стадионом Восточноазиатских игр. Здесь проходили церемонии открытия и закрытия, а также соревнования по лёгкой атлетике. В 2002 году Пусан принимал Летние Азиатские игры. На стадионе «Кудок» проходили матчи футбольного турнира. В том же году «Пусан Ай Парк» переехал на новый стадион. Однако в 2015 году вернулся на «Кудок». Также с 2006 года здесь проводит свои матчи клуб третьего дивизиона «Пусан Транспортейшн Корпорейшн».

## Галерея

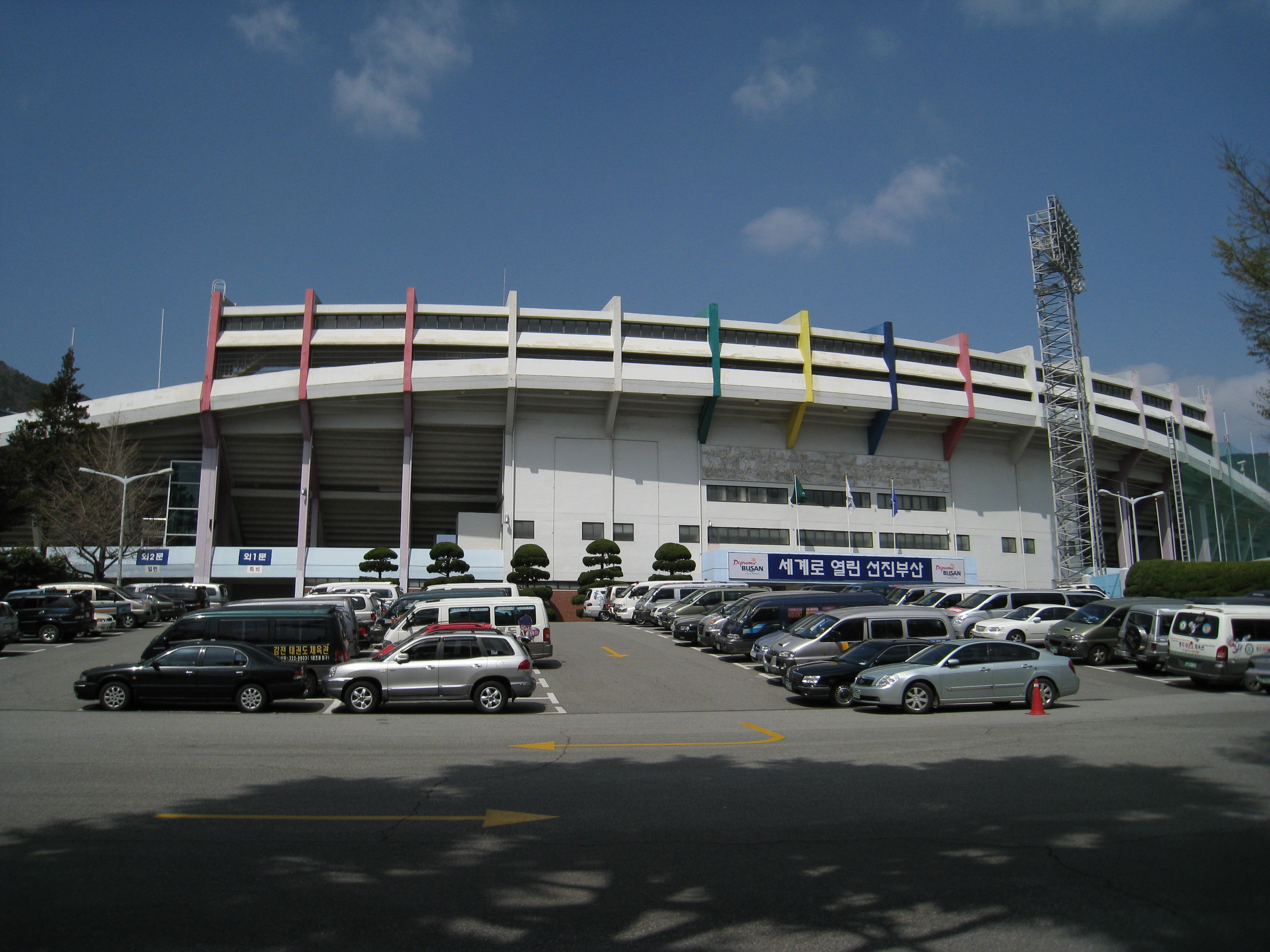
Вход на стадион
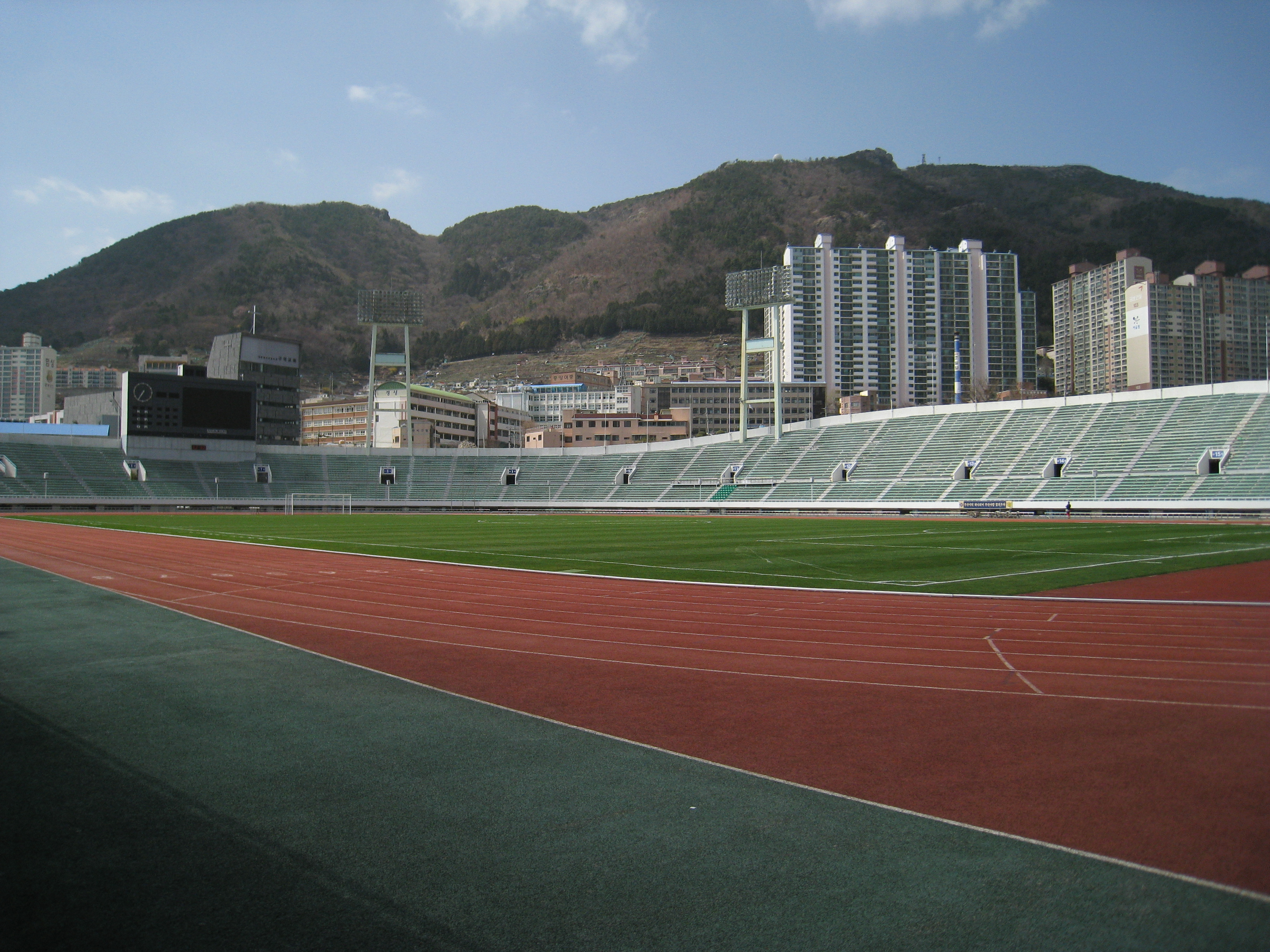
Живописный вид на горы из чаши стадиона